# Stocker-kormány
A Stocker-kormány az Osztrák Köztársaság 2025. március 3-tól hivatalban lévő szövetségi kormánya, az Osztrák Néppárt, Ausztria Szociáldemokrata Pártjának és a NEOS – Az Új Ausztria és Liberális Fórum pártok koalíciójaként. 1949 óta ez az első hárompárti koalíciós kormánya Ausztriának.

## Összetétele
Számos minisztérium megváltozott az új koalíciós programban a korábbi Nehammer-kormányhoz képest, ezért a Szövetségi Miniszteri Törvény módosítására volt szükség. Az alábbi táblázatokban zárójelben szerepel a minisztériumok régi elnevezése, viszont a módosított Szövetségi Miniszteri törvény 2025. április 1-jén lépett hatályba, az érintett minisztereket április 2-án Alexander Van der Bellen szövetségi elnök ismét feleskette.

### Miniszterek
| Hivatal | Kép | Név                      | Párt | Párt                              |
| --- | --- | ------------------------ | ---- | --------------------------------- |
| Szövetségi kancellár |     | Christian Stocker        |      | ÖVP                               |
| Alkancellár; lakhatási, művészeti, kulturális, média- és sportminiszter (korábban művészeti, kulturális, közszolgálati és sportminiszter)                                                    |     | Andreas Babler           |      | SPÖ                               |
| Külügyminiszter |     | Beate Meinl-Reisinger    |      | NEOS                              |
| Gazdasági, energiaügyi és turizmusért felelős miniszter (Korábban munkaügyi és gazdasági miniszter)                                                                                          |     | Wolfgang Hattmannsdorfer |      | ÖVP                               |
| Belügyminiszter |     | Gerhard Karner           |      | ÖVP                               |
| Családügyi, fiatalokért, az Európai Unióért és integrációért felelős miniszter a kancellári hivatalban (korábban tárca nélküli miniszter)                                                    |     | Claudia Plakolm          |      | ÖVP                               |
| Védelmi miniszter |     | Klaudia Tanner           |      | ÖVP                               |
| Mezőgazdasági, idegenforgalmi, környezetvédelmi, régiókért és vízgazdálkodásért felelős miniszter (korábban mezőgazdasági, idegenforgalmi, régiókért és vízgazdálkodásért felelős miniszter) |     | Norbert Totschnig        |      | ÖVP                               |
| Közlekedési, innovációs és technológiai miniszter (korábban környezetvédelmi, közlekedési, energiaügyi, technológiai és innovációs miniszter)                                                |     | Peter Hanke              |      | SPÖ                               |
| Nőkért, tudományért és kutatásért felelős miniszter (korábban tárca nélküli miniszter) |     | Eva-Maria Holzleitner    |      | SPÖ                               |
| Pénzügyminiszter |     | Markus Marterbauer       |      | Párton kívüli, az SPÖ jelölésével |
| Munkaügyi, szociális- és egészségügyi miniszter (korábban szociális- és egészségügyi miniszter)                                                                                              |     | Korinna Schumann         |      | SPÖ                               |
| Igazságügyi miniszter |     | Anna Sporrer             |      | Párton kívüli, az SPÖ jelölésével |
| Oktatásügyi miniszter (korábban oktatásügyi, tudományért és kutatásért felelős miniszter) |     | Christoph Wiederkehr     |      | NEOS                              |

### Államtitkárok
| Terület                                                                                | Kép | Név                        | Párt | Párt |
| -------------------------------------------------------------------------------------- | --- | -------------------------- | ---- | ---- |
| Alkotmány, az államigazgatás általános ügyei, digitalizáció                            |     | Alexander Pröll            |      | ÖVP  |
| Sport                                                                                  |     | Michaela Schmidt           |      | SPÖ  |
| Dereguláció                                                                            |     | Sepp Schellhorn            |      | NEOS |
| Energia, turizmus és startupok                                                         |     | Elisabeth Zehetner         |      | ÖVP  |
| Államvédelem és hírszerzés                                                             |     | Jörg Leichtfried           |      | SPÖ  |
| Vámok, export, tőkepiaci jog, FinTech és pénzügyi oktatás, kettős adózás               |     | Barbara Eibinger-Miedl     |      | ÖVP  |
| Egészségügy, állategészségügy, élelmiszer-ellenőrzés, géntechnológia, fogyasztóvédelem |     | Ulrike Königsberger-Ludwig |      | SPÖ  |